# HD142546
HD142546 — хімічно пекулярна зоря спектрального класу A5, що має видиму зоряну величину в смузі V приблизно  7,9.
Вона  розташована на відстані близько 476,1 світлових років від Сонця.